# 趙允升
趙允升（1537年—？），字吉夫、吉甫，山西太原府代州人，軍籍，明朝政治人物。同進士出身。

## 生平
嘉靖四十三年（1564年）甲子科山西鄉試第十五名舉人。隆慶二年（1568年）中式戊辰科會試第一百二十一名，三甲第二百七十二名進士。授河南葉縣知县，六年十月选授廣東道试御史，十一月丁父憂歸。萬曆三年（1575年）十二月實授山东道监察御史，四年二月巡按辽东，五年十一月升山东按察司佥事，八年八月升本省參議，巡抚何起鸣弹劾其才识素庸，关防不慎，九年九月革职閑住。

## 家族
曾祖趙傑，贈上林苑監丞、新河知縣；祖父趙玥，弘治辛酉舉人，歷官新河知縣、長史；父趙立（1502年-1572年），字子豫，號西河，東明縣訓導、陕西三水教諭。前母謝氏；母劉氏。具庆下。子趙勳。